# Can Fontaner
Can Fontaner fou una casa senyorial del barri d'Horta de Barcelona, actualment desapareguda.

## Història
Antigament es coneixia com a Mas Coll i després com a Mas Solanes, i era propietat del mercader Ermenegild Grases. Disposava d'una capella dedicada a Santa Maria Magdalena, que apareix en la llicència de benedicció i de celebració del 5 d'abril de 1677. Posteriorment, va ser destruïda i la finca va ser adquirida el 1700 pel comerciant Ignasi Fontaner i Martell, que havia fet una fortuna comerciant amb aiguardent. L'abril del 1709 va llogar la torre al rei Carles III, que l'acabaria fent noble. També va fer reconstruir la capella, amb tres naus, i la dedicà a la Immaculada Concepció. Hi conferí Ordes Sagrats i consagrà ares el bisbe de Barcelona Francisco del Castillo (1738-1747), que demostrà sempre el seu afecte a la casa: «en los despachos que expedía a los ordenados, ponía la expresión de haberlos dado en la capilla de dicha casa de Fontaner, en Sant Genís d'Horta».
El 1763, i després d'algunes segregacions, Joan Ceferí Fontaner i de Bru, net d'Ignasi, va vendre la propietat a carta de gràcia al mestre d'aixa Manuel Antúnez. El seu fill, el comerciant Joan Antúnez i Lletjós, hi va establir una adoberia de pells, que seria una de les més importants del sector, ja que disposava de l'aigua dels torrents d'Arlés i de Can Cortada. El 1777, en va adquirir la plena propietat, i a la seva mort el 1807, la va llegar a la seva vídua Teresa Molet.
El 1852, els seus hereus, els germans Aymar i Molet, vengueren la torre a la Tenería Barcelonesa, societat encapçalada per Antoni Deu, un adober natural d'Olot. El 8 de juny del 1853, el Ministeri de Foment espanyol va autoritzar-ne la constitució com a societat anònima amb un capital de 6 milions de rals, equivalents a 300.000 duros, a desemborsar en el termini de tres anys, i el gerent seria Jeroni Deu i Isamat, fill d'Antoni. Hi construïren una fàbrica, moguda per una màquina de vapor de 40 CV i on treballaven 200 obrers.
Després d'uns anys de bonança, el 1875 es va acordar la dissolució de la societat, la liquidació de la qual portaria com a mínim quatre anys. El 1876, l'edifici i la maquinària es van treure a subhasta, i el 1877 van ser adquirits per Hermínia Deu i Comas (filla de Jeroni, que va morir aquell mateix any) i Manuela Galobardes per 100.000 pessetes. El 1895, i a instàncies dels hereus de la segona, es va produir la venda judicial de la propietat, que fou adquirida per la societat comanditària M. Lasoli, dirigida pel fabricant Marçal Lasoli i Comas i on participaven com a sòcies la mateixa Hermínia i la seva cunyada Antònia Gelabert i Viana, esposa del seu germà Enric. El 1903, Lasoli va demanar permís per a obrir-hi tres finestres, i el 1905, va dissoldre la societat. Finalment, el 1906, Marçal Lasoli i Hermínia Deu vengueren la seva part de la propietat a Antònia Gelabert.
El 1912, la finca estava en total abandonament, tot i que encara tenia terres de conreu, arbres fruiters i vinya. Actualment, la zona es troba completament urbanitzada per blocs de pisos i només queda en peu la Torre Mas Enrich, també anomenada Torre del Moro.

## Descripció
Era una gran finca situada dins del municipi de Sant Joan d'Horta com un dels nuclis de població dispersos en el seu vast territori, en el que avui són els carrers de Coïmbra, Fàtima i Fontanet (deformació de Fontaner) i prop de la plaça de la Ciutadella. Va ser concebuda com a finca d'esbarjo, i segons la documentació, tenia un magnífic jardí amb jocs d'aigua, un estany, etc.